# Titularbistum Sululos
Sululos (ital.: Sululi) ist ein Titularbistum der römisch-katholischen Kirche.
Es geht zurück auf einen untergegangenen Bischofssitz in der gleichnamigen antiken Stadt, die in der römischen Provinz Africa proconsularis (heute nördliches Tunesien) lag. Der Bischofssitz war der Kirchenprovinz Karthago zugeordnet.
| Titularbischöfe von Sululos |                              |                                                           |                   |                  |
| Nr.                         | Name                         | Amt                                                       | von               | bis              |
| 1                           | Ange-Marie-Paul Hiral OFM    | Apostolischer Vikar von Suez-Kanal (Ägypten)              | 18. März 1929     | 18. Januar 1952  |
| 2                           | Fidel García Martínez        | emeritierter Bischof von Calahorra y La Calzada (Spanien) | 7. Mai 1953       | 10. Februar 1973 |
| 3                           | Thomas William Murphy        | Weihbischof in São Salvador da Bahia (Brasilien)          | 29. Dezember 1973 | 6. Juli 1995     |
| 4                           | John Baptist Tseng Chien-tsi | Weihbischof in Hwalien (Taiwan)                           | 22. Mai 1998      |                  |